# Tristania
Tristania är ett gothic metal-band från Stavanger i Norge, bildat år 1996 av Morten Veland, Einar Moen och Kenneth Olsson. Bandets första album uppvisar likt många andra tidiga verk i genren influenser av death/doom. Mycket fokus lades på klassiska instrument, körsång och keyboard, varför gruppens musikstil ibland beskrivits som symphonic metal. Ett annat kännetecken var samspelet mellan de tre sångarna. Blandningen av Vibeke Stenes sopranstämma och Morten Velands growl-sång var ett tidigt exempel på så kallad beauty and the beast vocals. Barytonen Østen Bergøy var bandets tredje sångare. En vändpunkt i bandets historia var låtskrivaren Morten Velands avhopp 2001. Den musikaliska inriktningen förändrades ytterligare då Vibeke Stene lämnade gruppen i början av 2007. Ny frontperson i bandet är italienskan Mariangela Demurtas.

## Medlemmar
Nuvarande medlemmar
- Anders Høyvik Hidle – gitarr (1996– ), growl (2006– )
- Einar Moen – synthesizer, programmering (1996– )
- Mariangela Demurtas – sång (2007– )
- Gyri Smørdal Losnegaard – gitarr (2009– )
- Ole Vistnes – basgitarr, bakgrundssång (2009– )
- Tarald Lie Jr. – trummor (2010– )
- Kjetil Nordhus – sång, akustisk gitarr (2010– )

Tidigare medlemmar
- Morten Veland – growl, gitarr (1996–2000)
- Rune Østerhus – basgitarr (1996–2009)
- Kenneth Olsson – trummor (1996–2010)
- Vibeke Stene – sång (1996–2007)
- Kjetil Ingebrethsen – growl, akustisk gitarr (2002–2006)
- Østen Bergøy – sång (2001–2010)
- Svein Terje Solvang – gitarr, growl (2006–2008)

Turnerande medlemmar
- Svein Terje Solvang – gitarr, growl (2004–2005)
- Kjell Rune Hagen – basgitarr (2005–2008)
- Jonathan A. Perez – trummor (2005, 2010)
- Tarald Lie – trummor (2006–2010)
- Ole Vistnes – basgitarr, bakgrundssång (2008–2009)
- Gyri Smørdal Losnegaard – rytmgitarr (2009)
- Kjetil Nordhus – sång (2009–2010)
- Pete Johansen – violin (2010–2011)

## Diskografi
Studioalbum
- 1998: Widow's Weeds
- 1999: Beyond the Veil
- 2001: World of Glass
- 2005: Ashes
- 2007: Illumination
- 2010: Rubicon
- 2013: Darkest White

Samlingsalbum
- 2001: Widow's Tour (Live) / Angina
- 2001: Midwinter Tears / Angina
- 2009: Widow's Weeds / Widow's Tour

EP
- 1997: Tristania (demo)

Singlar
- 1999: "Angina"
- 2006: "Sanguine Sky"
- 2010: "Rubicon" (promo)